# Zakintos (miejscowość)
Zakintos (gr. Ζάκυνθος, Zákynthos) – miejscowość w zachodniej Grecji, na wyspie Zakintos, w administracji zdecentralizowanej Peloponez, Grecja Zachodnia i Wyspy Jońskie, w regionie Wyspy Jońskie, w jednostce regionalnej Zakintos. Siedziba gminy Zakintos, najludniejsza miejscowość i największy port na wyspie. W 2011 roku liczyła 9772 mieszkańców.

## Historia
- 24 sierpnia 1716 – relikwie św. Dionizosa sprowadzone do Zakintos
- 12 sierpnia 1953 – trzęsienie ziemi (7,3 w skali Richtera) niszczy miasto i wyspę (tylko nieliczne budynki, m.in. katedra św. Dionizosa przetrwały trzęsienie)

## Transport
- Port lotniczy Zakintos

## Miasta partnerskie
- Limassol, Cypr

## Zabytki
- katedra św. Dionizosa
- ruiny twierdzy weneckiej

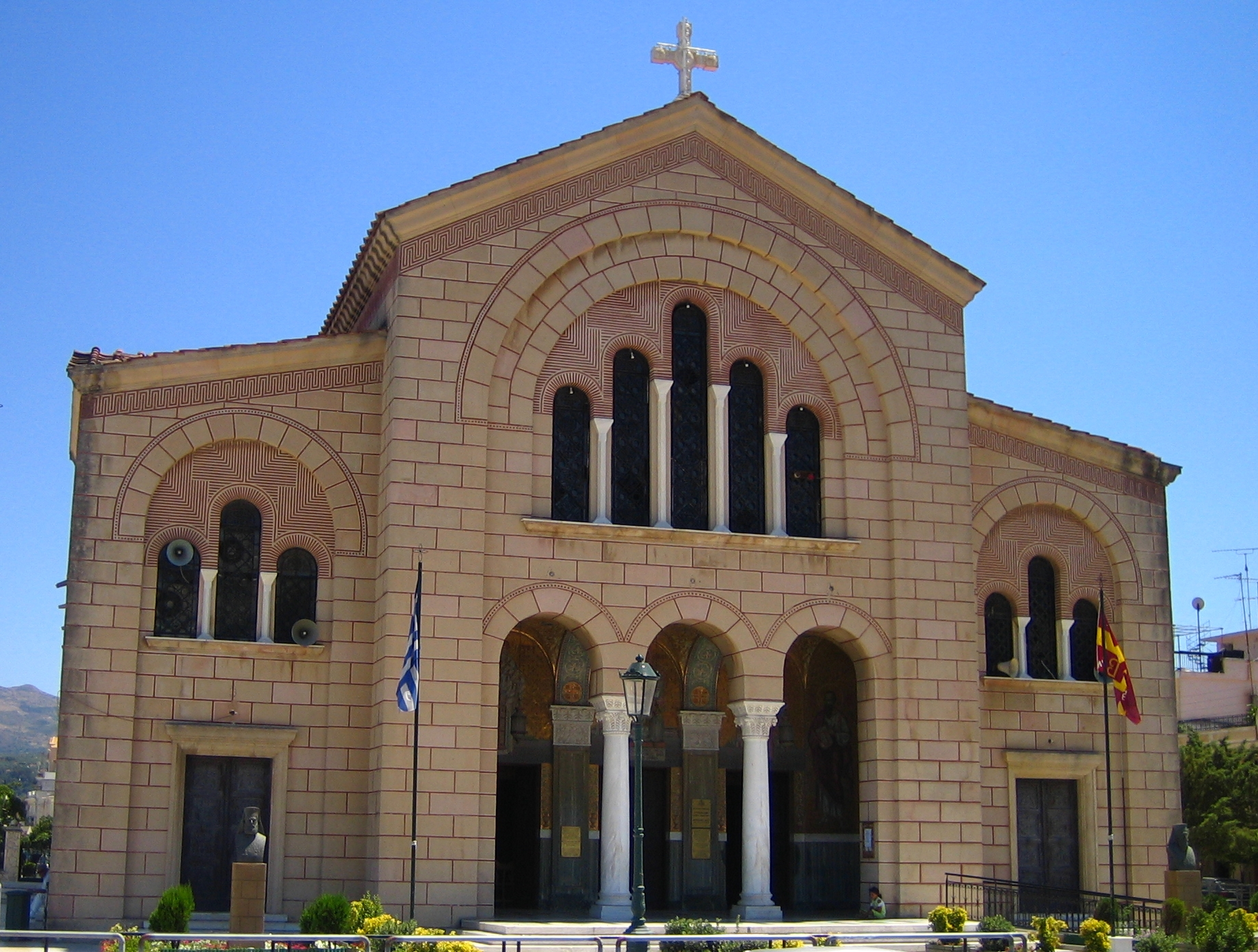
Katedra św. Dionizosa
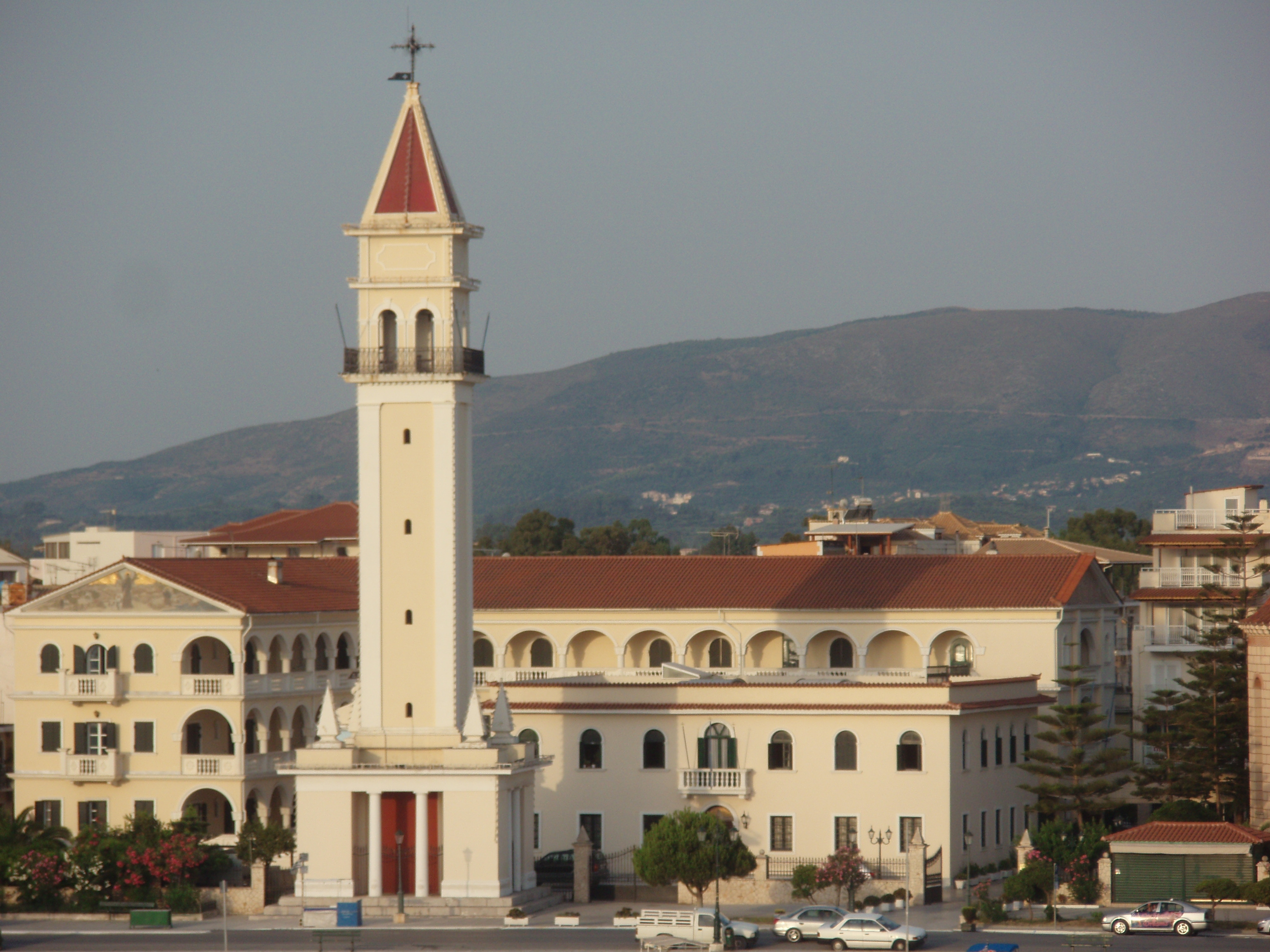
Katedra
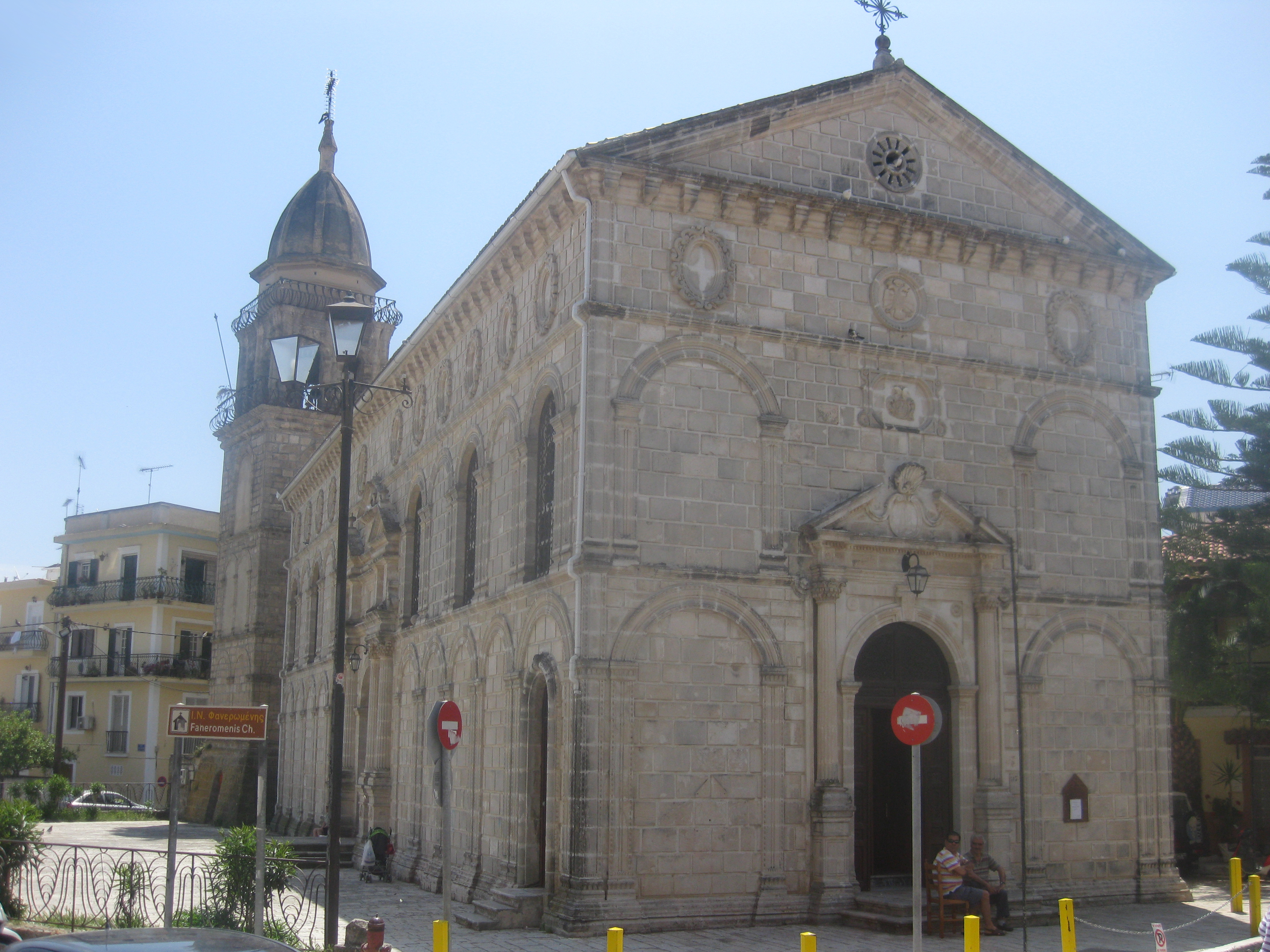
Kościół Faneromani
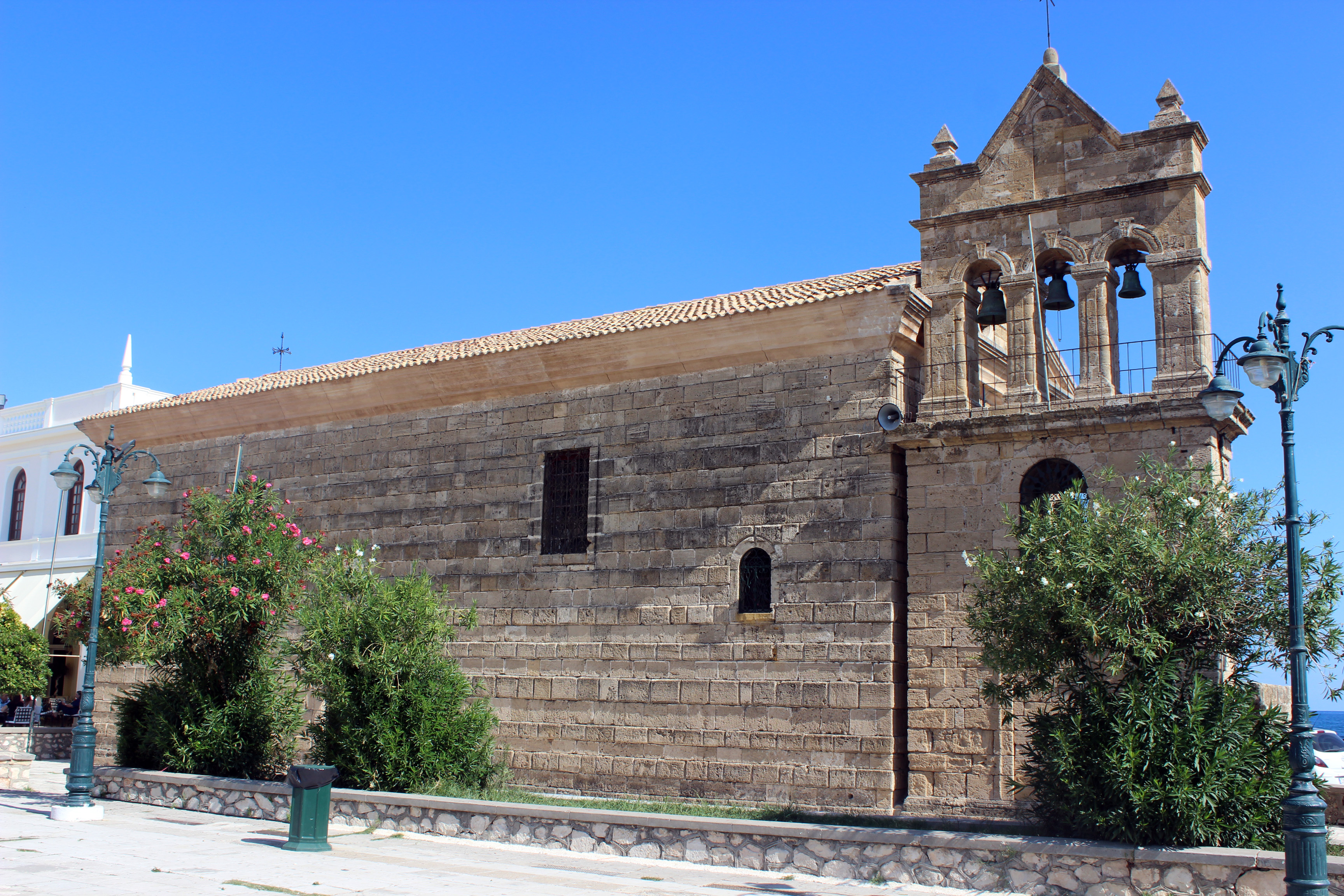
Kościół św. Mikołaja na Platia Solomu
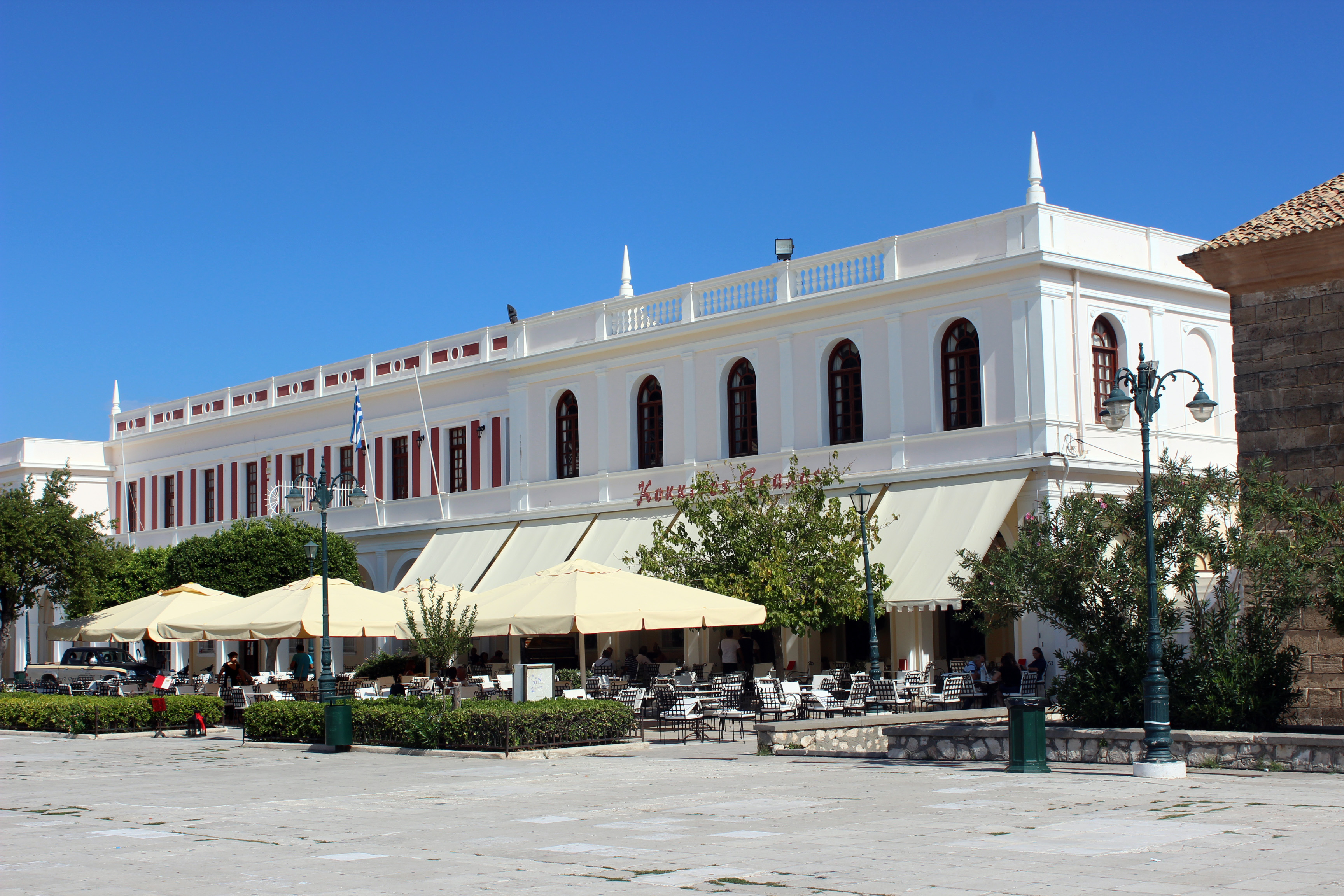
Biblioteka